# ۱۳۱ (قمری)
۱۳۱ (قمری)، صد و سی و یکمین سال در گاهشماری هجری قمری است. اول محرم این سال برابر با چهارم سپتامبر سال ۷۴۸ میلادی است.